# Ruges
Les Ruges (ou Rygir, en grec Routiklioï) sont un peuple germanique originaire des rives de la mer Baltique. Émigrés aux marches de l'Empire romain vers le IVe siècle apr. J.-C., ils remontent l'Oder et passent en Silésie, puis, après avoir chassé les Quades en 406, en Moravie.
Après l'effondrement de l'Empire d'Attila, ils se séparent en deux groupes :
- un premier groupe s'établit en Thrace et entre au service de l'Empire d'Orient (Jordanès, Getica, 266) ;
- un second groupe, plus important, s'installe dans un territoire difficile à délimiter au nord du Danube entre la Basse-Autriche et la Moravie.

Après l'effondrement de l'Empire d'Attila en 453, les Ruges vivent sous la pression du royaume ostrogoth de Pannonie. Le roi des Ruges, Flaccitheus, se joint alors à la coalition de peuples germaniques dirigée contre les Ostrogoths (Eugippe, Vita sancti Severini, 5, 2). La coalition subit une défaite sur la Bolia en 469.
Il faut attendre le retrait volontaire des Ostrogoths en 472 pour voir la situation des Ruges s'améliorer. Ils peuvent alors étendre leur influence dans cette région danubienne de la Norique, notamment sous le règne du roi Feletheus.

## Origines
Parmi les peuples du sud de la mer Baltique voisins des Goths, Tacite nomme, dans sa Germanie (44,1) le peuple des Rugii et celui des Lemovii. Selon Tacite, ces trois tribus se caractérisaient « ...par leurs boucliers ronds, leurs glaives courts et leur soumission à des rois. » Ptolémée les désigne par le vocable grec de Rougion. L'ethnonyme Rugini ou Rugen est un mot d'origine germanique qui désigne des cultivateurs de seigle.
Quelques auteurs ont, au XIXe siècle, signalé une tribu de dénomination voisine (les rygir) vivant au sud-ouest de la Norvège (Rogaland/Rugaland). Comme il est peu vraisemblable que deux tribus germaniques aient pu porter le même nom, ces chercheurs présument le plus souvent qu'il s’agit d'un seul et même peuple ; mais comme on n'a retrouvé aucune trace de cette céréale dans le sud de la Norvège, l'origine de ce peuple reste un mystère. Il est tout aussi possible que le nom de ce peuple ait été transmis par tradition. L'origine scandinave des Ruges n'est elle-même attestée par aucun vestige. Le nom même de l'île de Rügen, que l'on rattache souvent aux Ruges, fait toujours l'objet de débat en onomastique.
Au XVe siècle, l'érudit Æneas Sylvius (Pie II) spécule, dans son traité De situ et origine Pruthenorum que le peuple des Ulmigeri (Ulmigeria désignait la Cujavie) ne fait qu'un avec les Uméruges mentionnées par Jordanès. Le graveur Matthäus Merian se fait en 1632 l'écho que les Ruges auraient migré vers l'est et auraient colonisé l'île de Rügen.

## Grandes invasions

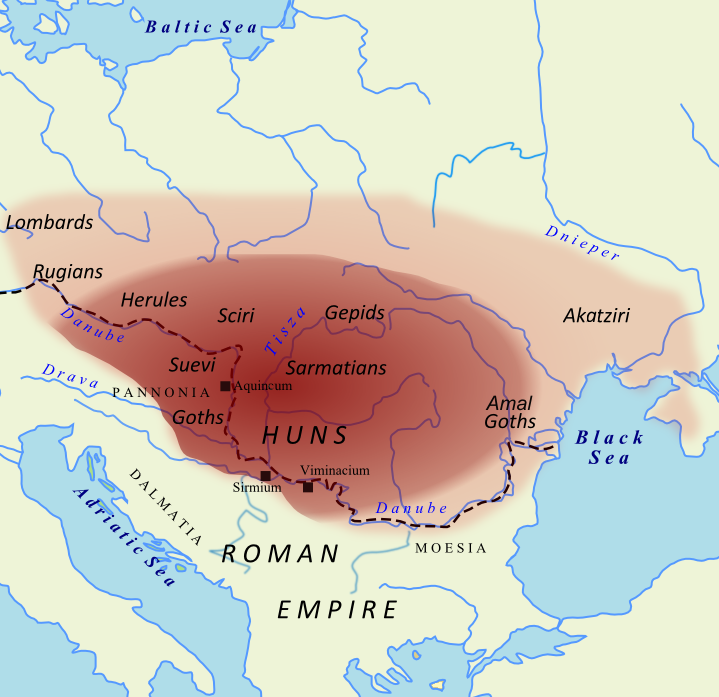
Aire de diffusion des Ruges, aux confins de l'empire des Huns vers 450.

Au cours des grandes invasions, les Ruges migrèrent avec les Goths vers le sud. À l'instar des Goths, ils étaient adeptes de l'arianisme. Ils s'établirent dans la moyenne vallée du Danube, trafiquant de l'ambre, des fourrures et des esclaves contre de la nourriture et des outils romains. Vaincus par le roi des Huns Attila, ils se firent ses vassaux et participèrent à toutes ses campagnes militaires, jusqu'à la défaite finale en 451 en Gaule.

## Le royaume des Ruges

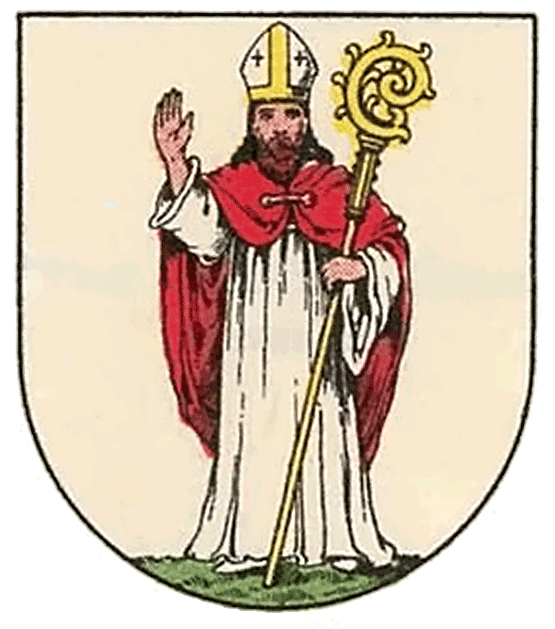
L'alliance du Noricum Ripense avec les barbares ruges est sans aucun doute l'œuvre de Séverin du Norique (armoiries de Sievering à Vienne).

À la mort d'Attila en 453, les Ruges purent s'installer comme fœderati de l'Empire dans l'actuelle Basse-Autriche, au nord du Danube : entre Waldviertel et Weinviertel, il fondèrent un royaume (le Rugiland) dont la capitale faisait face au Mautern an der Donau près de Krems an der Donau. Les Ruges prirent part en 455 à la coalition des Gépides qui triompha des Huns à la bataille de la Nedao. Ils furent vaincus, comme d'autres peuples, par les Ostrogoths en 469 sur la Bolia.
Malgré de fréquentes incursions sous le règne du roi Flaccitheus (467–472/475), ils finirent par nouer des relations pacifiques avec les Romains qui, sous la direction de Saint Séverin, s'étaient réfugiés sur la rive méridionale du Danube. Avant de repartir vers le Norique, Séverin s'était assuré la bienveillance de Flaccitheus et était devenu son conseiller politique. Ce monarque organisa enfin des marchés où les deux populations commerçaient. La Vie de Saint-Séverin d'Eugippe présente les Ruges comme « un peuple belliqueux au nationalisme exacerbé, qui vit d'élevage, d'exploitation des forêts et de rapines. »
Le roi Feletheus, successeur en 472 de Flaccitheus, épousa la princesse ostrogothe Giso, probable cousine amalique de Théodoric le Grand, ce qui consacra l'alliance entre les deux peuples. La place de Lauriacum se trouvant sous la menace des Thuringiens et des Alamans, Feletheus s'en empara finalement lui-même. Il força la population romaine à évacuer la ville et à s'établir, moyennant tribut, dans des villages qu'il contrôlait. Cet événement est sans doute le plus grave échec de Séverin.
En 476, les guerriers ruges prêtèrent main-forte aux Hérules et aux Skires menés par Odoacre pour vaincre l'empereur d'Occident, ce qui explique que des Romains aient pu assigner à Odoacre une nationalité herule ou ruge. Le royaume des Ruges fit désormais fonction de « rempart crédible du Noricum Ripense, région comprise entre le Wienerwald et la vallée de l'Enns. »
Lorsque l'empereur d'Orient Zénon mobilisa les Ruges pour combattre Odoacre, Feletheus s'opposa à son frère Ferderuchus, partisan d'Odoacre ; mais ce dernier fut assassiné par son neveu Frideric,.
Odoacre anticipa une attaque de ce côté et vainquit une armée ruge non loin du Wienerwald. Le royaume des Ruges, malgré l'appui des Romains, fut anéanti par Odoacre en deux campagnes militaires entre 487 et 488. Feletheus et sa femme, prisonniers, furent exécutés à Ravenne en 487, ; leur fils Frideric reprit le combat avec une cavalerie ruge et tenta de rétablir son royaume. Hunulf, le frère d'Odoacre, barra le passage aux réfugiés romains du Norique oriental en route vers l'Italie, privant les Ruges de toute ressource commerciale.

## Mythographie
D'après la Légende de Giso, évoquée par Eugippe, la reine Giso aurait fait prisonniers deux orfèvres afin qu'ils lui confectionnent des bijoux. Ces orfèvres prirent en otage le fils de la reine et obtinrent ainsi leur libération,. Ce serait là, avec des emprunts à la mythologie gréco-latine (cycles de Vulcain-Héphaïstos, mythe de Dédale) l'origine de la saga de Wieland ; cette hypothèse est toutefois très controversée.